# Darron Gibson
Darron Thomas Daniel Gibson, född 25 oktober, 1987 i Derry, Nordirland, är en irländsk fotbollsspelare som spelar för Salford City. Gibson spelar som mittfältare.
Den 30 januari 2017 värvades Gibson av Sunderland, där han skrev på ett 1,5-årskontrakt.. Därefter gick han till Wigan och spelade därmed vidare i The Championship efter att Sunderland åkt ur.